# هلوسک
هلوسک (به لاتین: Hlusk) یک منطقهٔ مسکونی در بلاروس است که در منطقه موگیلف واقع شده‌است. هلوسک ۷٬۱۵۲ نفر جمعیت دارد.